# Chromatoiulus transsilvanicus
Chromatoiulus transsilvanicus är en mångfotingart som först beskrevs av Karl Wilhelm Verhoeff 1897.  Chromatoiulus transsilvanicus ingår i släktet Chromatoiulus och familjen kejsardubbelfotingar. Utöver nominatformen finns också underarten C. t. croaticus.